# Misery (filme)
Misery (br: Louca Obsessão / pt: Misery - O Capítulo Final) é um filme estadunidense de 1990 do gênero suspense dirigido por Rob Reiner e baseado no livro homônimo de Stephen King. É estrelado por James Caan,  Kathy Bates, Lauren Bacall, Richard Farnsworth e Frances Sternhagen. O filme é sobre uma fã (Bates) que mantém um escritor (Caan) cativo e o obriga a escrever suas histórias.
O filme foi lançado em 30 de novembro de 1990 nos Estados Unidos com críticas positivas, tornando-se um sucesso de bilheteria. A atuação de Bates recebeu inúmeros elogios da crítica, sendo considerada uma das melhores da história. Pelo papel, ela se tornou a primeira atriz a ganhar o Oscar de Melhor Atriz por uma atuação em filme de terror. Misery é o único filme baseado em um romance de Stephen King a ganhar um Oscar. A personagem Annie Wilkes foi classificada na 17.ª posição da lista de 100 anos ... dos 100 heróis e vilões da AFI.

## Sinopse
Após sofrer um acidente em uma região isolada, um escritor é salvo por uma ex-enfermeira que é grande fã de seus livros. Entretanto, após saber que ele matou sua personagem mais famosa em seu próximo livro, ela passa a torturá-lo na intenção de fazer com que ele desista da decisão. Ela queima o livro anterior e o faz recomeçar outro. Logo, ele descobre o lado obscuro e obsessivo de sua cuidadora, e passa a querer fugir dali.

## Elenco principal
- James Caan como Paul Sheldon
- Kathy Bates como Annie Wilkes
- Richard Farnsworth como Buster
- Frances Sternhagen como Virginia
- Lauren Bacall como Marcia Sindell
- Graham Jarvis como Libby
- Jerry Potter como Pete

## Produção
O produtor Andrew Scheinman leu o romance Misery, de Stephen King, em um avião, e mais tarde o recomendou a seu parceiro diretor na Castle Rock Entertainment, Rob Reiner. Reiner finalmente convidou o escritor William Goldman para escrever o roteiro do filme.
O personagem de Paul Sheldon foi originalmente oferecido a William Hurt (duas vezes), depois a Kevin Kline, Michael Douglas, Harrison Ford, Dustin Hoffman, Robert De Niro, Al Pacino, Richard Dreyfuss, Gene Hackman e Robert Redford. Warren Beatty estava interessado no papel, querendo transformá-lo em um personagem menos passivo, mas acabou tendo que abandonar a pós-produção de Dick Tracy. Eventualmente, alguém sugeriu James Caan, que concordou em desempenhar o papel. Caan comentou que se sentiu atraído pela maneira como Sheldon era um papel diferente de qualquer outro, e que "ser um personagem totalmente reacionário é realmente muito mais difícil".
Anjelica Huston e Bette Midler foram outros nomes sondados para o papel que acabou ficando com Kathy Bates. Segundo Reiner, foi Goldman quem sugeriu que Kathy Bates, então desconhecida, deveria interpretar Annie Wilkes.

## Recepção
Misery arrecadou US$ 10.076.834 em seu primeiro final de semana, terminando em segundo nas bilheterias atrás de Home Alone. Acabou eventualmente com US$ 61 milhões no mercado interno.
No Rotten Tomatoes ,o filme tem uma classificação de 90%, com base em 67 críticas, com uma classificação média de 7,55 / 10; o consenso diz: "Elevado pelas performances de destaque de James Caan e Kathy Bates, este filme tenso e assustador é uma das melhores adaptações de Stephen King até hoje". É o quarto filme baseado em um livro de king com maior aprovação no site. No Metacritic, que atribui uma classificação média ponderada às críticas, o filme tem uma pontuação de 75 com base em 23 críticos, indicando "críticas geralmente favoráveis". O público entrevistado pela CinemaScore atribuiu ao filme uma nota média de "A-" na escala A+ a F.
Roger Ebert gostou do filme, dando uma classificação de três estrelas em quatro e afirmando: "é uma boa história, natural e nos agarra". A Variety o chamou de "um thriller gótico muito óbvio e muito comercial, uma adaptação funcional do best-seller de Stephen King. Vincent Canby, do The New York Times, elogiou a performance de Kathy Bates , chamando-a de "uma performance genuinamente engraçada como a louca Annie, tão alegremente escrita no roteiro de Goldman quanto no romance de King.
O próprio King afirmou que Misery é uma de suas dez principais adaptações favoritas de filmes, em sua coleção Stephen King Goes to the Movies. Em suas memórias intituladas On Writing: A Memoir of the Craft ,King faz referência à adaptação cinematográfica do livro, dizendo: "No início dos anos 80, minha esposa e eu fomos a Londres em uma viagem combinada de negócios/lazer. Adormeci no avião e sonhei com um escritor popular (pode ou não ter sido eu, mas com certeza Deus não era James Caan)..."

### Reconhecimento
A revista Bloody Disgusting classificou Misery em quarto lugar na lista de "10 filmes de terror mais claustrofóbicos".
Annie Wilkes foi classificada em # 17 na lista de 100 anos ... dos 100 heróis e vilões da AFI.
A cena em que a fã psicótica tortura o autor o deixando manco foi classificada em 12.º na lista da Bravo dos 100 momentos mais assustadores do cinema.
| Prêmio                                  | Categoria                      | Notas                      | Resultado         |
| --------------------------------------- | ------------------------------ | -------------------------- | ----------------- |
| Oscar                                   | Melhor Atriz                   | Kathy Bates                | Venceu            |
| Chicago Film Critics Association Awards | Melhor Atriz                   | Kathy Bates                | Venceu            |
| Golden Globe Awards                     | Melhor Atriz - Drama           | Kathy Bates                | Venceu            |
| American Film Institute                 | Os 100 Maiores Heróis e Vilões | Annie Wilkes (Kathy Bates) | 17º Lugar (Vilão) |